# 飛天小女警 (電視劇)
《飛天小女警》（英語：Powerpuff）是一部美國電視劇，改編自動畫影集《飛天小女警》。德芙·卡梅隆和亞娜·普羅爾特分別出演女主角花花、泡泡和毛毛。影集由貝蘭提製片公司和華納兄弟電視公司聯合製作，預訂於CW電視網首播。

## 演員與角色
- 花花[1]
- 德芙·卡梅隆 飾演 泡泡（Bubbles）[1]
- 亞娜·普羅爾特（英语：Yana Perrault） 飾演 毛毛（Buttercup）[1]
- 唐諾·法森（英语：Donald Faison） 飾演 尤塔尼恩教授（Professor Utonium）：天才科學家，在實驗室創造出飛天小女警[2]。

- 尼古拉斯·波丹尼（英语：Nicholas Podany） 飾演 小喬瑟夫（Joseph “Jojo” Mondel Jr.）：「魔人啾啾」之子[3]。

- 羅賓·萊弗里（英语：Robyn Lively） 飾演 莎拉·貝倫小姐（Ms. Sara Bellum）：熱情機智的職業女性，曾與尤塔尼恩教授有著複雜的感情經歷，飛天小女警的好友[4]。

## 集數
| 集數 | 標題   | 譯名   | 導演      | 編劇                       | 上線日期 |
| ---- | ------ | ------ | --------- | -------------------------- | -------- |
| 1    | 待公佈 | 待公佈 | 瑪姬·凱莉 | 海瑟·雷尼爾＆迪亞布羅·科蒂 | 待公佈   |

## 製作

### 開發
2020年8月，CW電視網宣佈將動畫影集《飛天小女警》改編為真人影集，海瑟·雷尼爾（Heather Regnier）和迪亞布羅·科蒂（Diablo Cody）為試播集撰寫劇本，葛瑞格·貝蘭提、莎拉·謝克特和大衛·麥登（David Madden）擔當製片人，製作公司包括貝蘭提製片公司和華納兄弟電視公司。動畫影集的開創者克雷格·麥克拉肯表示並未參與製作。2021年2月，CW電視網正式預訂試播集。瑪姬·凱莉執導試播集。3月，CW電視網公佈影集的正式劇名為《飛天小女警》（Powerpuff）。
2021年5月，因為對試播集不滿意，CW電視網決定重新製作影集。CW電視網總裁馬克·佩德維茲認為「試播集有點過於不自然、古怪搞笑」，電視網希望影集「更著眼於現實」。

### 選角
2021年3月，汪可盈、德芙·卡梅隆和亞娜·普羅爾特確定分別領銜出演女主角花花、泡泡和毛毛，唐諾·法森確定出演尤塔尼恩教授。4月，尼古拉斯·波丹尼確定出演「魔人啾啾」之子小喬瑟夫。羅賓·萊弗里確定出演市長的得力助手莎拉·貝倫小姐。湯姆·肯尼回歸繼續為影集旁白配音，他此前為動畫影集《飛天小女警》的旁白配音。2021年8月，因檔期衝突，汪可盈不再參演影集。

### 拍攝
試播集於2021年4月在喬治亞州的亞特蘭大開機拍攝。2021年5月，因為對試播集不滿意，CW電視網決定重新製作影集，劇組暫停拍攝作業。

## 發行
《飛天小女警》預訂於CW電視網首播。

## 資料來源
1. 1 2 3 4  Otterson, Joe. . Variety. 2021-03-09  [2021-03-10]. （原始内容存档于2021-03-10） （美国英语）. （页面存档备份，存于）
2. 1 2 3  Petski, Denise. . Deadline. 2021-03-30  [2021-03-30]. （原始内容存档于2021-03-30） （美国英语）. （页面存档备份，存于）
3. 1 2  Del Rosario, Alexandra. . Deadline. 2021-04-01  [2021-04-03]. （原始内容存档于2021-04-02） （美国英语）. （页面存档备份，存于）
4. 1 2 3  Swift, Andy. . TVLine. 2021-04-09  [2021-04-09]. （原始内容存档于2021-04-09） （美国英语）. （页面存档备份，存于）
5. 1 2  Goldberg, Lesley. . The Hollywood Reporter. 2021-03-08  [2021-03-26]. （原始内容存档于2021-03-30） （美国英语）. （页面存档备份，存于）
6. 1 2  Andreeva, Nellie. . Deadline. 2020-08-24  [2020-08-24]. （原始内容存档于2020-08-24） （美国英语）. （页面存档备份，存于）
7. ↑  Porter, Rick. . The Hollywood Reporter.   [2020-08-24]. （原始内容存档于2021-02-09） （美国英语）. （页面存档备份，存于）
8. ↑  Weiss, Josh. . SYFY WIRE. 2021-01-20  [2021-02-09]. （原始内容存档于2021-02-09） （美国英语）. （页面存档备份，存于）
9. 1 2  Otterson, Joe. . Variety. 2021-02-09  [2021-02-09]. （原始内容存档于2021-02-09） （美国英语）. （页面存档备份，存于）
10. 1 2  Mitovich, Matt Webb. . TVLine. 2021-05-24  [2021-05-24]. （原始内容存档于2021-05-24） （美国英语）. （页面存档备份，存于）
11. ↑  Low, Elaine. . Variety. 2021-05-25  [2021-05-28]. （原始内容存档于2021-05-26） （美国英语）. （页面存档备份，存于）
12. ↑  Otterson, Joe. . Variety. 2021-08-11  [2021-08-12]. （原始内容存档于2021-08-11） （美国英语）. （页面存档备份，存于）
13. ↑  Jacobs, Mira. . Comic Book Resources. 2021-04-07  [2021-04-08]. （原始内容存档于2021-04-07） （美国英语）. （页面存档备份，存于）

## 外部連結
- 互联网电影数据库（IMDb）上《飛天小女警》的资料（英文）